# Cantone di Villeneuve-sur-Lot-Nord
Il Cantone di Villeneuve-sur-Lot-Nord era una divisione amministrativa dell'arrondissement di Villeneuve-sur-Lot.
È stato soppresso a seguito della riforma complessiva dei cantoni del 2014, che è entrata in vigore con le elezioni dipartimentali del 2015.
Comprendeva parte della città di Villeneuve-sur-Lot e il comune di Lédat.